# Zwaagwesteinde
Zwaagwesteinde (officieel, Westereenders: De Westereen [dəvɛstr’e:n], Fries: De Westerein, [dəvɛstr’ɛ.i ̯n]) is een van de elf dorpen van Dantumadeel, een gemeente in de Nederlandse provincie Friesland.
Het dorp ligt ongeveer 20 kilometer ten oosten van Leeuwarden, 25 kilometer ten noorden van Drachten en 15 kilometer ten zuiden van Dokkum. In 2023 telde het dorp 5.130 inwoners. Onder het dorp valt ook een deel van de buurtschap Kuikhorne.
Zwaagwesteinde ligt aan de spoorlijn Groningen - Leeuwarden. Het dorp heeft sinds 1902 een treinstation, dat sinds 2015 officieel station De Westereen heet. Het stationsgebouw werd in 2003 afgebroken.

## Naam
De naam betekent het westelijk einde (van Kollumerzwaag). Voorheen stond op de plaatsnaamborden zowel 'Zwaagwesteinde' als de Friese benaming 'De Westerein'. Sinds de invoering in 2009 van officiële Friestalige plaats- en straatnamen, waarbij nieuwe komborden werden geplaatst, wordt daarop uitsluitend 'De Westereen' vermeld: de gemeente Dantumadeel koos wat Zwaagwesteinde betreft voor het lokale dialect. Dit was bedoeld als tegemoetkoming aan het eigen karakter van het dorp en zijn inwoners.

## Friese Wouden
Zwaagwesteinde ligt in het gebied van de Friese Wouden (Fryske Wâlden), een gebied dat zich kenmerkt door de vele elzensingels, houtwallen en pingo's. Vroeger strekte zich hier een groot heidegebied uit op de arme zandgrond. De armetierige woningen werden door grote gezinnen bewoond. Het meest armoedig waren de plaggenhutten die tot het begin van de 20e eeuw voorkwamen. Een aantal stenen varianten van deze woningen zijn nog steeds in het dorp te vinden, met name aan de Keapmanswei.
In de 18e eeuw was de aanleg van het Nieuwe Kanaal ofwel De Zwemmer, in 1776, van belang, in de 19e eeuw de komst van het spoor, in 1866. Maar oorspronkelijk kreeg het dorp slechts een halte aan het spoor. De Zwemmer werd in 1881 belangrijk verbreed. De oorspronkelijke heidevelden waren begin 20e eeuw vrijwel geheel ontgonnen.

## Economie
De inwoners staan bekend om hun koopmansgeest, en de lokale middenstandsvereniging heet dan ook De Westereender Keaplju (Westereender Koopmannen). Deze kooplui gingen vroeger met kar en wagen langs de deuren in een groot gebied in het noorden. Uit de kaas- en paardenhandel kwamen diverse grotere handelsondernemingen voort, zoals de handelsvereniging Baarsma. Dit familiebedrijf werd in 1908 omgezet in een NV en ontwikkelde zich vervolgens ook tot producent. In 1916 werd een klein confectieatelier aan de onderneming verbonden, dat in de volgende jaren regelmatig werd uitgebreid.
De in 1899 opgerichte vereniging Dorpsbelang had verder de nodige invloed op de ontwikkeling van het dorp. Ze was ook betrokken bij de oprichting in 1903 van een rietenmeubel-industrie (in navolging van Noordwolde). Deze fuseerde in 1910 met het in 1906 vanuit de SDAP opgerichte soortgelijke bedrijf Volksnijverheid. Na een betrekkelijke bloei moest vanwege buitenlandse concurrentie dit bedrijf in 1927 sluiten.
De werkgelegenheid bleef ook in de naoorlogse periode een heikel punt. Het langs de deur venten door mannelijke Zwaagwesteinders ging verder achteruit. Veel Zwaagwesteinders moesten werk zoeken buiten hun woonplaats. Industrialisatie was de gedachte oplossing voor dit probleem. In 1950-51 kwam er een vestiging van de regenkledingfabriek RIA.
De provincie Friesland heeft de Centrale As aangelegd, waardoor Zwaagwesteinde beter te bereiken is. Deze kreeg als wegnummer N356.

## Kerkelijk
In Zwaagwesteinde zijn er een aantal kerken van diverse protestantse genootschappen: 
- De gefuseerde Protestantse gemeente voortgekomen uit de Hervormde gemeente en de Gereformeerde Kerk;
- Doopsgezinde Gemeente;
- De christelijke Gereformeerde Kerk.
- de Filadelfia gemeente (Pinkstergemeente);
- de Gemeenschap van Christus.

## Bevolkingsontwikkeling
Aantal inwoners sinds 2000, op 1 januari.
| 2000  | 2001  | 2002  | 2003  | 2004  | 2005  | 2006  | 2007  | 2008  | 2014  | 2018  | 2019  | 2021  | 2023  |
| ----- | ----- | ----- | ----- | ----- | ----- | ----- | ----- | ----- | ----- | ----- | ----- | ----- | ----- |
| 5.002 | 5.066 | 5.062 | 5.077 | 5.119 | 5.141 | 5.159 | 5.164 | 5.175 | 5.087 | 5.070 | 5.020 | 5.065 | 5.130 |

## Bekende personen
- Andries Dirk Kylstra (1920–2009), hoogleraar
- Jack Kooistra (1930–2025), journalist
- Sikke Venema (1937–1999), voetballer
- Teake van der Meer (1937–2020), komiek en cabaretier
- Johan Zuidema (1948), voetballer
- Syb van der Ploeg (1966), zanger
- Marianne Vaatstra (1982–1999), moordslachtoffer
- Anouska Koster (1993), wielrenner
- Harm Visser (2000), schaatser

## Afbeeldingen

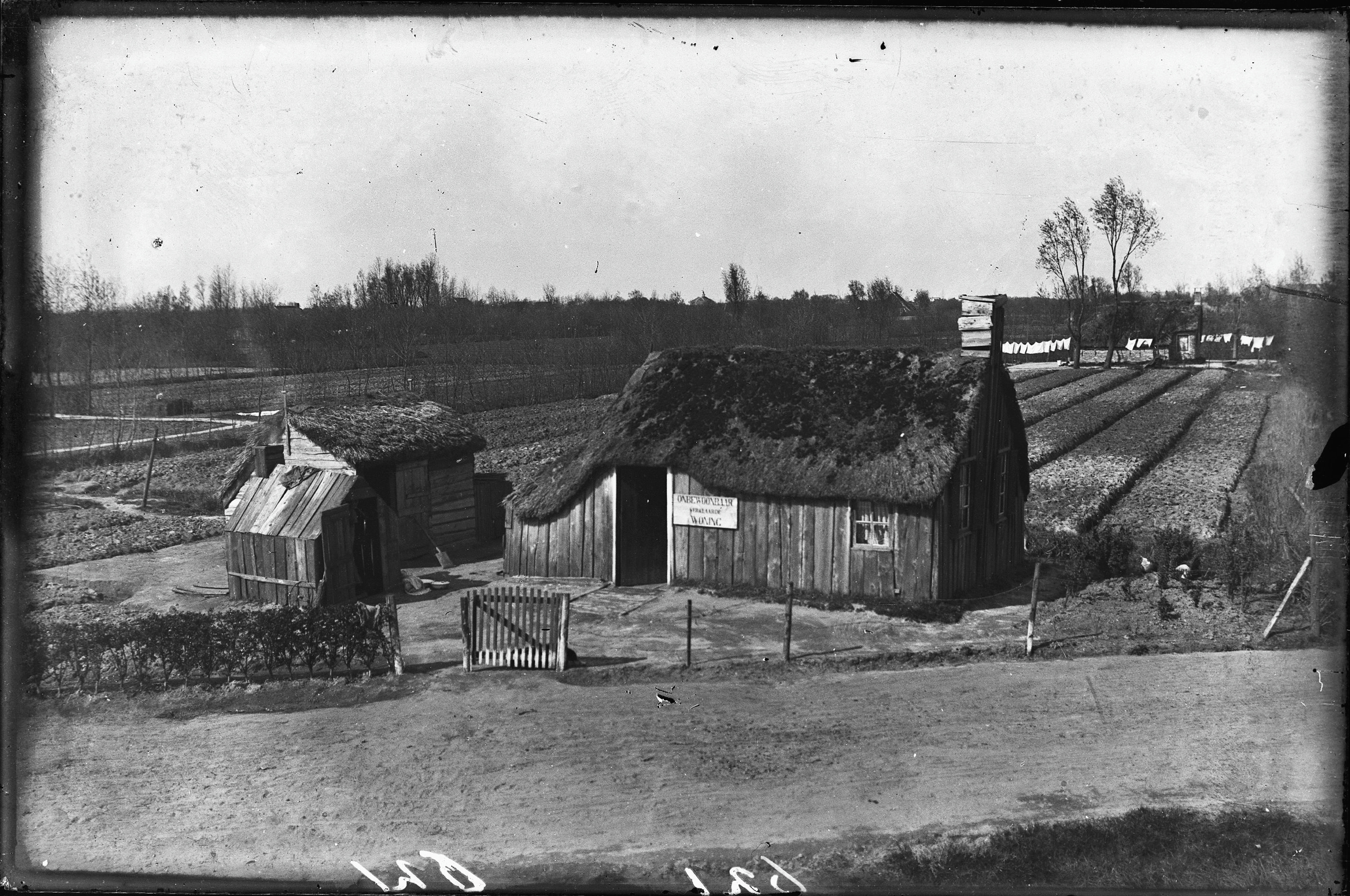
Hutten in Zwaagwesteinde (ongedateerde foto)
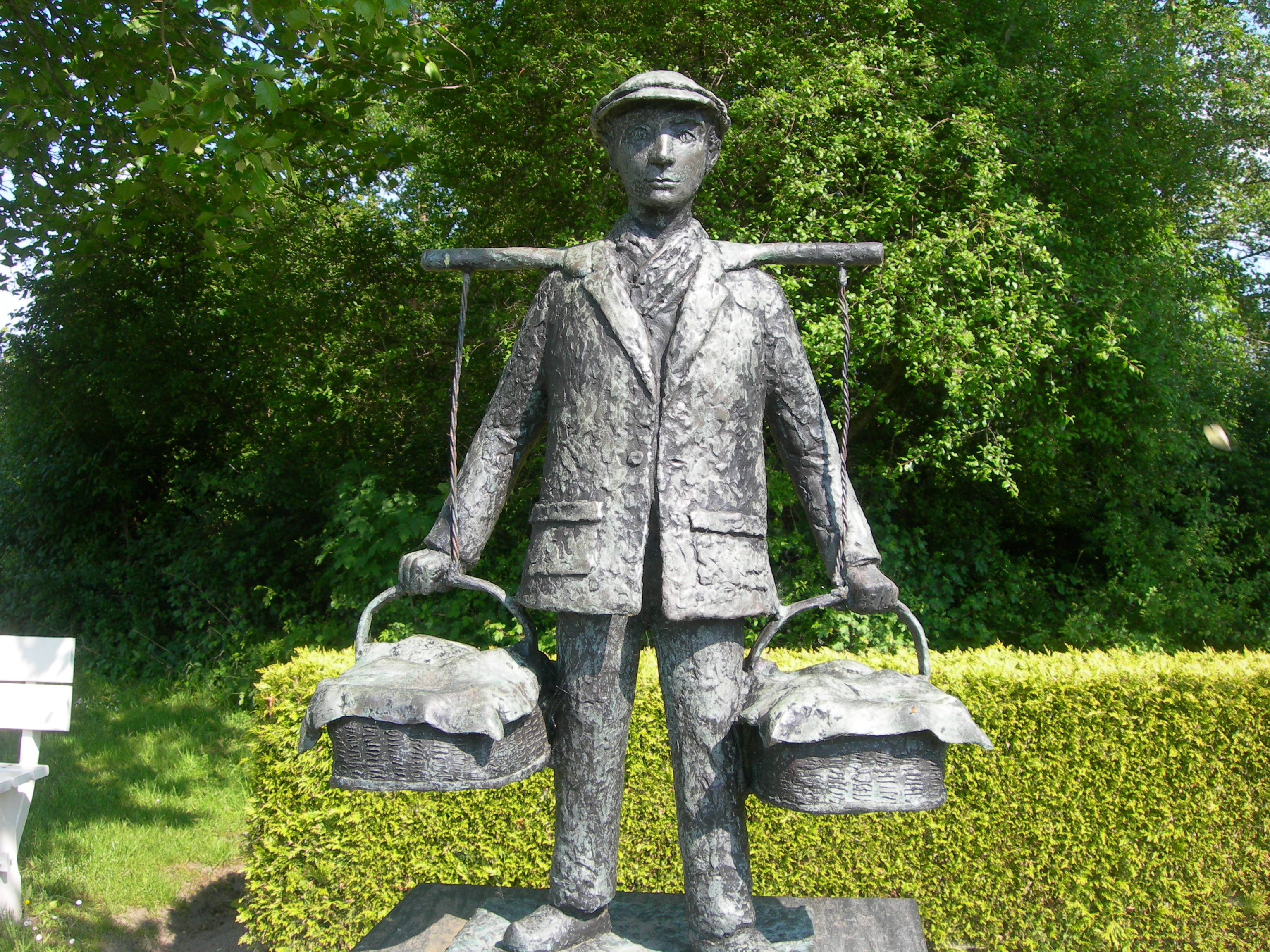
Westereender Keapman (1989), door Suze Boschma-Berkhout[6] (2011)
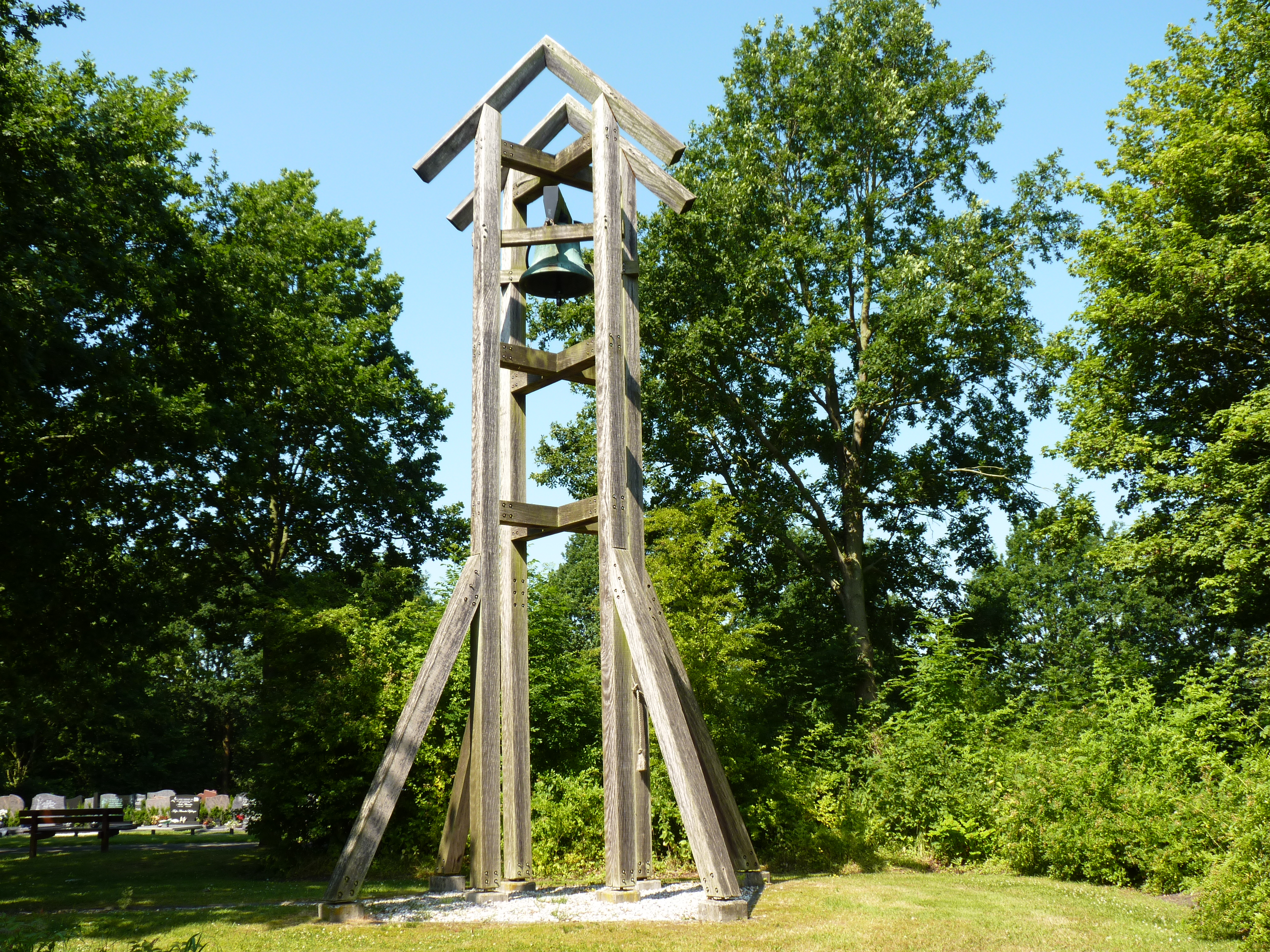
Klokkenstoel op de begraafplaats (2010)
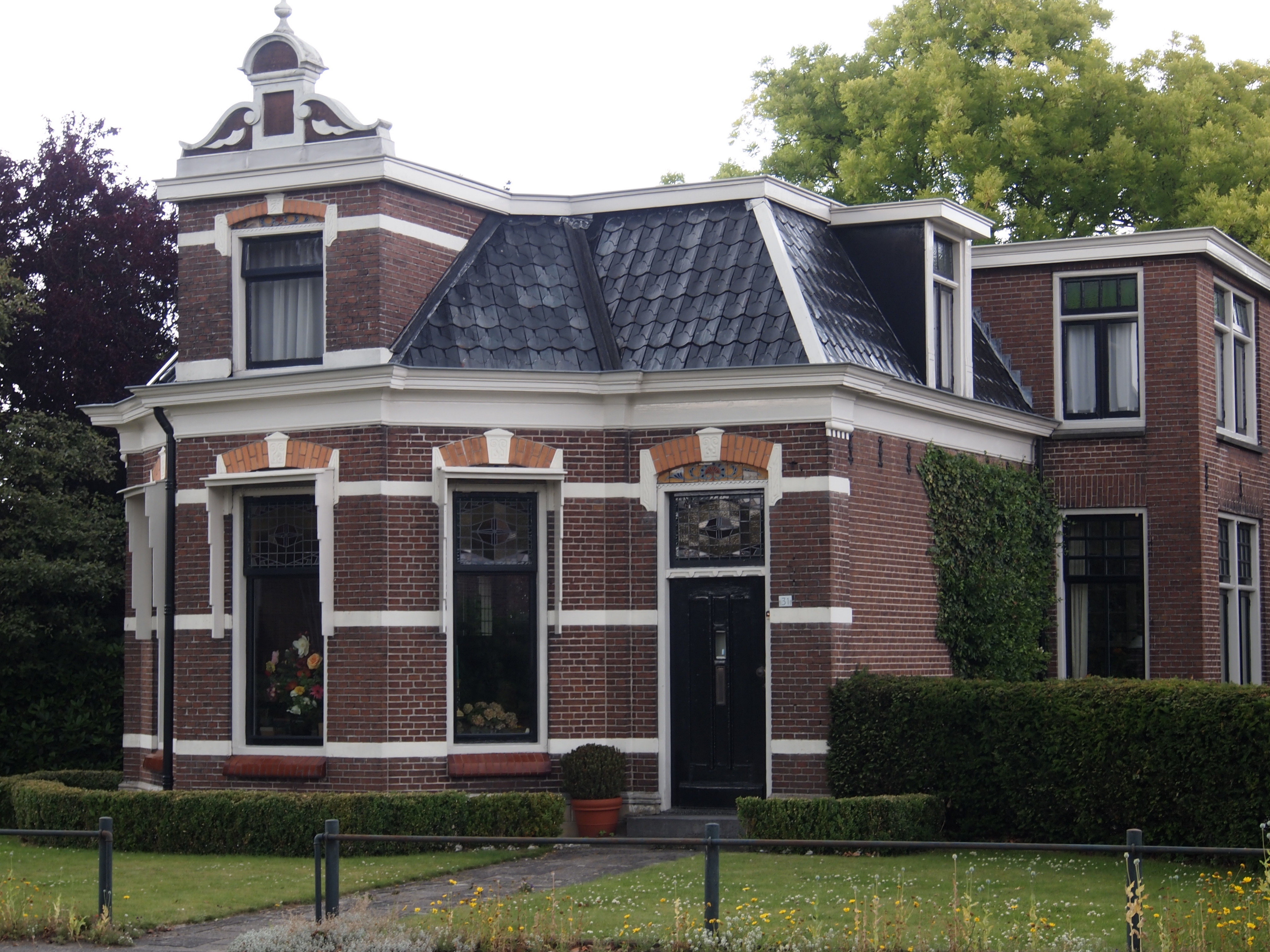
Woning aan de Voorweg (2014)

Dorpen: Broeksterwoude · Damwoude · De Valom · Zwaagwesteinde · Driesum · Rinsumageest · Roodkerk · Sijbrandahuis · Veenwouden · Veenwoudsterwal (deels) · Wouterswoude 

Buurtschappen: Kuikhorne (deels) · Oostwoud

Voormalige dorpen: Akkerwoude · Dantumawoude · Murmerwoude

Friesland: Steden en dorpen      Nederland: Provincies · Gemeenten